# Theater 89

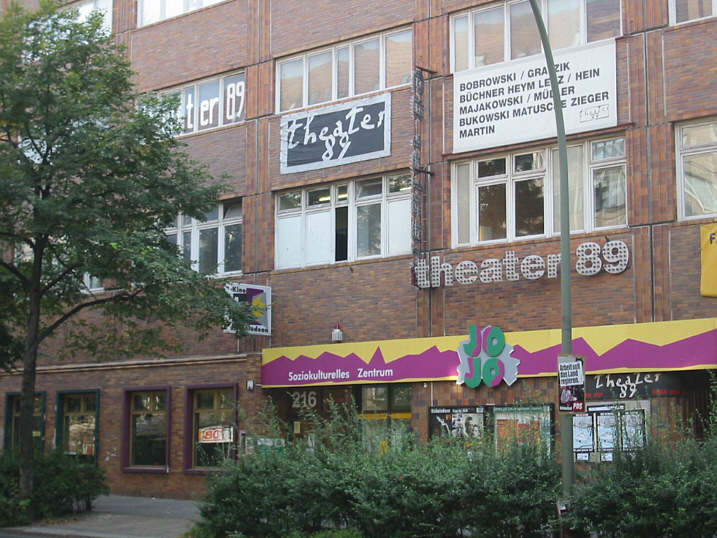
Theater 89 (2002)

Das theater 89 ist ein professionelles freies Theater. Die Geschäftsstelle befindet sich in Naugarten, Landkreis Uckermark, Land Brandenburg. Die Künstlerische Leitung hat Hans-Joachim Frank, Geschäftsführerin ist Uta Wilde.

## Geschichte
Das theater 89 wurde im Mai 1989 von Hans-Joachim Frank in Berlin gegründet. Zunächst ohne staatliche finanzielle Unterstützung versuchte das Theater, abseits des Staatstheaterbetriebs der DDR, einen Raum für unabhängige Inszenierungen zu schaffen.
Das theater 89 hat 120 Produktionen auf die Bühne gebracht, darunter 60 Uraufführungen, vor über 100.000 Zuschauern. Es wird auch zu Gastspielen und Festivals im In- und Ausland eingeladen.
Das theater 89 erhielt von 1998 bis 2014 die "Konzeptförderung" des Berliner Senats und war bis 2012 in der Spielstätte Torstraße 216, Berlin-Mitte 52° 31′ 39″ N, 13° 23′ 25″ O, und bis 2014 in der Putlitzstraße 13, Berlin-Moabit 52° 32′ 1″ N, 13° 20′ 34″ O, sowie auf zahlreichen Abstechern in Berliner Bezirken aktiv.
Eine zweite Produktions- und Spielstätte wurde 1997 im Kulturzentrum in DAS HAUS Niedergörsdorf/Altes Lager, Landkreis Teltow-Fläming, 52° 0′ 29″ N, 12° 59′ 35″ O im Land Brandenburg eröffnet, so dass das theater 89 sowohl in Berlin als auch im Umland Partner und Publikum gewinnen konnte.
Seit 2015, nach dem Ende der "Konzeptförderung" durch den Berliner Senat ist das theater 89 vor allem im Land Brandenburg unterwegs. Es wird weiterhin gefördert vom Ministerium für Wissenschaft, Forschung und Kultur, vom Landkreis Teltow-Fläming, von der Gemeinde Niedergörsdorf und kooperiert mit zahlreichen Vertretern aus Kultur, Volksbildung und Wirtschaft.
Die Spielzeit begann im Februar 2015 mit der Freilicht-Aufführung von Jack Londons WOLFSBLUT (Regie Hans-Joachim Frank) auf dem Flugplatz Fläming in Zellendorf.
Anfang Juli 2015 startete die Sommertheatertournee in den historischen Stadtkernen durch 15 Altstädte Brandenburgs: Altlandsberg, Angermünde, Beeskow, Brandenburg an der Havel, Dahme/Mark, Doberlug-Kirchhain, Jüterbog, Peitz, Perleberg, Rheinsberg, Templin, Treuenbrietzen, Wusterhausen/Dosse und Ziesar. Die letzte Vorstellung fand am 28. August 2015 im ehemaligen Franziskanerkloster Gransee statt.
Auch im Jahr 2016 ist das theater 89 aktiv. Es findet wieder die Sommertheatertournee in den historischen Stadtkernen statt.
Dazu stehen auf dem Programm: DER FALL JUDAS von Walter Jens, als deutsch-polnisches Theaterprojekt in Zusammenarbeit mit der Katholischen Kirchengemeinde St. Johannes Baptist und dem Katholischen Schulzentrum Bernhardinum, Fürstenwalde/Spree, theater 89#IN SCHULEN, theater 89#IN KIRCHEN, Schul- und Weiterbildungs-Workshops
sowie erfolgreiche Inszenierungen aus den letzten Jahren, u. a.: HAFTHAUS und DAS ENDE DER SED in der Gedenkstätte Lindenstraße 54 in Potsdam und in Wandlitz.

## Programmatische Ausrichtung
Das theater 89 folgt einem Konzept der Aufführung selten gespielter, vergessener oder ins Abseits gedrängter Autoren sowie der Entdeckung und Förderung neuer Dramatiker und neuen Schreibens. Bei Stoff- und Stückwahl und in den Spielweisen ist ein „Blick von unten“ auf Geschichte und Gesellschaft maßgeblich, formuliert das Theater.
Neben dramatischen Texten werden auch Spielfassungen aus epischen oder filmischen Vorlagen erarbeitet oder Collagen aus literarischem, szenischem, bildnerischem und musikalischem Material gezeigt.
Das theater 89 hat sich ein unverwechselbares Profil in der deutschen Theaterszene erspielt, das vom Publikum und von der Fachkritik anerkannt ist.
Das theater 89 sieht sich in der Nachfolge Bertolt Brechts und zeichnet sich durch avanciertes Ensemblespiel und die Zusammenarbeit mit Laien aus. Es gewinnt namhafte und noch unbekannte Autoren, Schauspieler, Regisseure, Szenographen, Musiker und Artisten für seine Vorhaben.
Das theater 89 ist vielfältig vernetzt. Es pflegt mit seinen Besuchern, mit Kulturvereinen und Kirchgemeinden, mit Schulen und Schülern rege Kontakte und hat Förderer, Partner und Stützpunkte im Land Brandenburg, in Berlin und ganz Deutschland.

## Preise und Nominierungen
- 1993: Hauptpreis des 2. Festivals Politik im Freien Theater für Kondensmilchpanorama von Georg Seidel
- 1994: Publikumsstimme der 19. Mülheimer Theatertage und Gerhart-Hauptmann-Preis der Freien Volksbühne e. V. für Londn-L.Ä.-Lübbenau von Oliver Bukowski
- 1996: Hauptpreis des 3. Festivals Politik im Freien Theater für Der Regenwettermann von Alfred Matusche
- 1997: Preis des Festivals Impulse für Wladimir Majakowski Tragödie von Majakowski/Heiner Müller
- 1997: Nominierung zu den 47. Berliner Festwochen „Deutschlandbilder“ für Litauische Claviere. Szenen am Memeldurchbruch bei Ragnit nach Johannes Bobrowski von Paul Gratzik
- 1999: Preis für bestes Stück und beste Inszenierung der 12. Potsdamer Werkstatt-Tage 1999 sowie Dramatikerpreis der 24. Mülheimer Theatertage für Gäste von Oliver Bukowski
- 2000: Friedrich-Luft-Preis der Berliner Morgenpost 2000 für Inszenierung und Gesamtleistung des theater 89
- 2001: Hans-Otto-Förderpreis für Furcht und Elend des Dritten Reiches von Bertolt Brecht